# ChEMBL
A ChEMBL vagy ChEMBLdb egy kézzel karban tartott, a bioaktív, gyógyszerszerű molekulákat felölelő kémiai adatbázis. Karbantartásáról az Egyesült Királyságban, Hinxtonban a Wellcome Trust Genome Campusban az Európai Molekuláris Biológiai Laboratóriumhoz tartozó Európai Bioinformatikai Intézet foglalkozik.
Az eredetileg StARlite néven ismert adatbázist egy Inpharmatica Ltd kezdte el fejleszteni, amit felvásárolt a Galapagos NV. Az adatbázist az EMBL a The Wellcome Trust finanszírozásával szerezte meg 2009-ben. így az EMBL.EBI keretei között létrejött a ChEMBL csoport, amit John Overington vezetett.

## Fókusz és elérhetőség
A ChEMBL gyógyszer hatóanyagok bioaktivitási adatait tartalmazza. A bioaktivitást Ki, Kd, IC50, és EC50 szerint jelzik. Az adatokat lehet szűrni és elemezni, hogy átkutassák vele a könyvtárakat az adott anyaggal kapcsolatban, mikor egy gyógyszert fejlesztenek ki.
A ChEMBL 2. verzióját (ChEMBL_02) 2010. januárban adták ki, melyben 2,4 millió biológiai teszt eredménye található 622.824 komponensnek, köztük 24.000 természetes terméknek. Ezeket a megfigyeléseket 12 orvosi szaklapban megjelent mintegy 34.000 publikáció minősítése közben gyűjtötték össze. A ChEMBL olyan mértékben dolgozza fel az elérhető bioaktivitási adatokat,hogy ez lett „a legteljesebb, valaha látott nyilvános adatbázis.” 2010. októberben a ChEMBL  8. verziója (ChEMBL_08) jelent meg, melyben 636.269 hatóanyag több mint 2,97 millió biológiai teszteredménye szerepelt.
A ChEMBL_10-ben megjelentek a PubChem által jóváhagyott vizsgálatok is, hogy integráltan jelenjenek meg az adatok, és összehasonlíthatóak legyenek a  ChEMBL adatbázisában addig tároltakkal.
A ChEMBLdb internetes interface-en keresztül érhető el vagy letölthető File Transfer Protocolon keresztül. Úgy van megszerkesztve, hogy az adatbányászat során könnyen kezelhető legyen, és megpróbálják standardizálni a különféle kiadványok között a tevékenységeket, hogy összehasonlítható elemzések születhessenek. A ChEMBL be van integrálva más nagy kémiai forrásokba is, mint a  PubChem vagy a Royal Society of Chemistry ChemSpider rendszere.

## Kapcsolódó források
Az adatbázis mellett a ChEMBL csoportja az adatbázis bányászathoz használható eszközöket és forrásokat is kifejlesztett. Ezek egyike a Kinase SARfari, egy integrált kemogenomikus munkarész, mely a kinázokra fókuszál. A rendszerbe be van integrálva és hivatkozásként felhasznál szekvenciális, strukturális, elemi adatokat is.
A GPCR SARfari is egy hasonló rendszer, melynek központjában a GPCR.ek állnak. A ChEMBL-Neglected Tropical Diseases (ChEMBL-NTD) pedig egy olyan nyílt hozzáférésű rendszer, melyen keresztül orvoskémiai adatok, szűrések érhetőek el, melyek az endemikus, afrikai amerikai, ázsiai trópusi betegségekkel foglalkoznak. A ChEMBL-NTD elsődleges célja, hogy egy szabadon hozzáférhető, időtálló archívum legyen, és ez legyen az itt tárolt adatok legfőbb elosztó központja.
2012. júliusban jelent meg egy új malária adatközpont Archiválva 2016. július 30-i dátummal a Wayback Machine-ben, melyet a Medicines for Malaria Venture (MMV) támogatott, mely a Föld több pontján is támogatta a kutatókat. Itt olyan adatokat tárolnak, melyek forrása a Malaria Box szűrőcsomag, valamint a ChEMBL-NTD adatbázisában megtalálható, támogatott tartalmak.
A myChEMBL, a ChEMBL virtuális gépe 2013. októberben indult el, hogy a felhasználóknak hozzáférésük legyen egy ingyenes és teljes, könnyen telepíthető kémiainformatikai infrastruktúrához. 
2013. decemberben a SureChem szabadalmi informatikai adatbázis átkerült a EMBL-EBI-be. Ennek hatására a SureChem-et átnevezték, új neve SureChEMBL lett.
2014-ben új forrást vezettek be, ami egy olyan eszköz, mely előrejelzi és összehasonlítja a különféle fajok közötti ADME célokat.

## Lásd még
- ChEBI
- DrugBank

## Külső hivatkozások
- ChEMBLdb
- Kinase SARfari Archiválva 2016. május 15-i dátummal a Wayback Machine-ben
- ChEMBL-Neglected Tropical Disease Archive
- GPCR SARfari
- The ChEMBL-og A ChEMBL csapata által üzemeltetett, ingyenes, adatok és gyógyszerek megjelenéséről tudósító blog.  team.
- ChEMBL: Gyors betekintő a EBI Train OnLine-ba